# Phlogophora tricolor
Phlogophora tricolor är en fjärilsart som beskrevs av Louis Beethoven Prout 1928. Phlogophora tricolor ingår i släktet Phlogophora och familjen nattflyn. Inga underarter finns listade i Catalogue of Life.